# Trigonidium pallidipennis
Trigonidium pallidipennis är en insektsart som först beskrevs av Lucien Chopard 1961.  Trigonidium pallidipennis ingår i släktet Trigonidium och familjen syrsor. Inga underarter finns listade i Catalogue of Life.